# Vithornad barkskinnbagge
Vithornad barkskinnbagge (Aradus signaticornis) är en insektsart som beskrevs av Sahlberg 1848. Vithornad barkskinnbagge ingår i släktet Aradus och familjen barkskinnbaggar. Enligt den svenska rödlistan är arten starkt hotad i Sverige. Arten förekommer i Götaland, Svealand och Övre Norrland. Artens livsmiljö är skogslandskap. Inga underarter finns listade i Catalogue of Life.